# Уџарски рејон
Уџарски рејон (азер. Ucar rayonu), једна је од 78 административно-територијалних јединица Азербејџана. Налази се у пределу региона Аран. Административни центар рејона се налази у граду Уџар. 
Уџарски рејон обухвата површину од 850 km² и има 79.800 становника (подаци из 2011). 
Административно, рејон се даље дели у 29 мањих општина.